# Charley’s Onkel
Charley’s Onkel ist eine deutsche Filmkomödie von Werner Jacobs aus dem Jahr 1969.

## Handlung
Carla „Charley“ Werner, Fahrlehrerin bei der Fahrschule Most, hat genug: Ständig greifen ihr männlichen Fahrschüler ans Bein. Wütend kündigt sie, als ihr Chef sie wegen ihrer Beschwerden rauswerfen will. Zu Hause sorgt ihr alternativer Freund für Unmut bei ihrer Vermieterin, weil er die frische Tapete mit seinen Malereien verziert und dabei auf dem Kronleuchter sitzt. Als der Kronleuchter zu Boden fällt, wird Carla fristlos gekündigt. Sie geht zu ihrer Freundin Lilo Freddersen, einem Callgirl. Die will für drei Wochen auf die Bermudas reisen und überlässt Carla für diese Zeit ihre Wohnung und auch ihre Kunden. Sollte einer zu aufdringlich werden, kann Carla den Herrn schnell loswerden: Sie muss nur einen Teller in den Müllschlucker werfen. Dies ist das Zeichen für den Hauswart, in fünf Minuten in der Wohnung anzurufen und sich als Onkel Jonathan auszugeben. Lilo gibt dann immer vor, dass ihr Onkel in Kürze erscheinen werde und wird die Freier so los. Jonathan gibt es tatsächlich und er ist auch ein echter Onkel von Lilo, die als uneheliches Kind jedoch das schwarze Schaf der Familie ist und geflissentlich totgeschwiegen wird. Jonathan wiederum begibt sich gerade über die See aufs Festland, um sich im Sanatorium von Dr. Alfred Krusius auszukurieren. Seine strenge Frau Cornelia, die ihm Rauchen und Trinken verboten hat, bleibt zurück, da sie schnell seekrank wird. Als sie jedoch in den Sachen ihres Mannes einen Brief von Lilo an Jonathan findet, der sie glauben lässt, dass Lilo seine Geliebte ist, begibt sie sich an Land, um die Nebenbuhlerin zur Rede zu stellen.
Cornelia ruft ihren Neffen Boy Deisen an, der als Pilot arbeitet, und berichtet von Lilo. Boy sieht am Flughafen Lilo und Carla, die sich voneinander verabschieden. Er hält Carla für Lilo. Die hat in den folgenden Tagen genug damit zu tun, Lilos Verehrer auf Distanz zu halten. Der Hauswart spielt eifrig Onkel Jonathan, während Cornelia in der Stadt zunächst nach ihrem Mann sucht. Sie gelangt bis ins Sanatorium, wird dort jedoch von Dr. Krusius abgewiesen. Ehefrauen würden die Heilung der Männer verhindern, weswegen ihnen der Zutritt zum Sanatorium verboten ist. Beim Sanatorium handelt es sich in Wirklichkeit um eine nachgebaute Schifferkeipe, in der die Seebären wieder das Fluchen und Trinken lernen und in dem sie sich indirekt an ihren Frauen rächen können, indem sie deren Porträts an der Wand mit Obst und Eiern bewerfen. Cornelia sieht ihre letzte Chance darin, mit Lilo selbst zu reden. Sie landet bei Carla, die Cornelia für ihre neue Putzfrau hält. Cornelia spielt das Spiel mit. Aus Versehen wirft sie Abfall in den Müllschlucker, woraufhin kurze Zeit später der Hauswart anruft und sich vor Carla als Onkel Jonathan ausgibt. Cornelia sieht nun ihre größten Ängste wahr werden und auch Boy, der Carla aufgesucht hat, ist empört. Er folgt Carla heimlich zu ihrer Fahrschule, hat ihr Chef sie doch wieder eingestellt. Er schmuggelt sich in das Fahrschulauto und macht der verdutzten Carla Vorwürfe. Als er sie als Liebhaberin seines Onkels bezeichnet, ohrfeigt sie ihn und er verursacht einen Unfall. Zwar erfährt er bei der Aufnahme der Personalien durch die Polizei, dass die vermeintliche Lilo in Wirklichkeit Carla heißt, doch gibt Carla vor, dass Lilo ihr Spitzname ist. Cornelia verkleidet sich unterdessen als Seemann und kann sich so in das Sanatorium schmuggeln. Sie stellt ihren Mann und konfrontiert ihn mit ihrem Wissen über Lilo. Als Jonathan zugibt, Lilo zu kennen, kündigt Cornelia an, sich scheiden zu lassen. Jonathan bleibt verzweifelt zurück und will nun Lilo aufsuchen, die alles aufklären soll.
Lilo ist tatsächlich früher als gedacht nach Hause zurückgekehrt. Sie hat auf ihrer Reise den gutbürgerlichen Egon kennengelernt, den sie in Kürze heiraten will. Sie gibt eine Abschiedsfeier für ihre ganzen Verehrer und auch Carla ist eingeladen. Als plötzlich Egon erscheint, übernimmt Carla die Rolle der vermeintlichen Gastgeberin. Nach und nach treffen weitere Gäste ein: Boy erscheint und glaubt, Carla sei ein Callgirl. Jonathan kommt an und berichtet Lilo von allem, was vorgefallen ist. Und schließlich trifft auch Cornelia ein, die immer noch als Matrose verkleidet ist, von der Polizei festgenommen wurde und nun nachweisen muss, dass sie tatsächlich eine Frau ist. Am Ende klärt sich alles auf. Boy erfährt, dass Lilo nicht Carla ist – von Carlas bester Freundin und Kollegin Helga wiederum weiß er, dass Carla kein Callgirl ist. Beide werden ein Paar. Lilo erklärt Jonathan den Trick mit dem Müllschlucker und dem Anruf und Jonathan und auch Cornelia sind erleichtert, zumal ein erneutes zufälliges Betätigen des Müllschluckers den Beweis bringt: Das Telefon läutet und der Hauswirt ist als Onkel Jonathan am Apparat.

## Produktion
Charley’s Onkel nimmt in seinem Titel Bezug auf Charleys Tante, hat mit dem Stoff inhaltlich jedoch nichts zu tun. Die Filmbauten stammen von Wilhelm Vorwerg, dessen letzte Arbeit für das Kino dieser Film war. Der Film kam am 18. April 1969 in die deutschen Kinos.
Es singen die 4 Insterburgs, und Karel Gott ist mit den Schlagern Lady Carneval und Küsse gegen Einsamkeit zu sehen und zu hören.

## Kritik
Für den film-dienst war Charley’s Onkel „provinzieller Klamauk“, während Cinema den Film als „nur in Bierlaune erträgliche[n] Klamauk“ bezeichnete. Auch der Evangelische Filmbeobachter hält nicht viel von dem Streifen: „Klamottenfilm, der simple Gemüter auf billige Weise unterhalten will, es aber in Buch und Regie über das Erträgliche weit hinaus allzu leicht macht. Öde Langeweile.“